# Okonomiyaki
Okonomiyaki (お好み焼き) är en stekt japansk maträtt, baserad på en smet och vitkål och andra varierande ingredienser. Den beskrivs omväxlande som omelett, fylld pannkaka eller "Japans pizza". På grund av tillagningssättet är den en sorts teppanyaki.

## Beskrivning
Okonomi (お好み) betyder "(ens) smak", "det man föredrar", och yaki (焼き) betyder "grilla" eller "steka" (jämför yakitori, yakiniku och yakisoba) på japanska, så maträttens namn är ungefärligt översatt "stek det du föredrar". Den pannkaksliknande rätten kan jämföras med crêpe.
Omelettsmeten är baserad på mjöl, riven potatis, vatten eller dashi (japansk buljong), ägg och strimlad vitkål. Vanligtvis innehåller den också andra ingredienser som exempelvis purjolök, kött, bläckfisk, räkor, grönsaker, kimchi, mochi och/eller ost. Okonomiyakin äts sedan oftast med en eller flera av följande garneringar: okonomiyakisås, nori, tunna spån av torkad fisk, majonnäs och ingefära.
Den tunna okonomiyaki-smeten noteras ibland som baserad på vetemjöl, dashi och ägg. Den kompletteras sedan med en stor mängd särskild okonomiyaki-sås (liknar en blandning av Worcestershiresås, sojasås och ketchup) och majonnäs.
På specialiserade japanska restauranger och barer tillagas okonomiyakin på en stor uppvärmd metallhäll, jämförbar med den som används vid tillverkning av crêpes. Vanligen hanteras de olika ingredienserna under tillagningsprocessen med en metallspatel med ett långt handtag.

## Ursprung och spridning

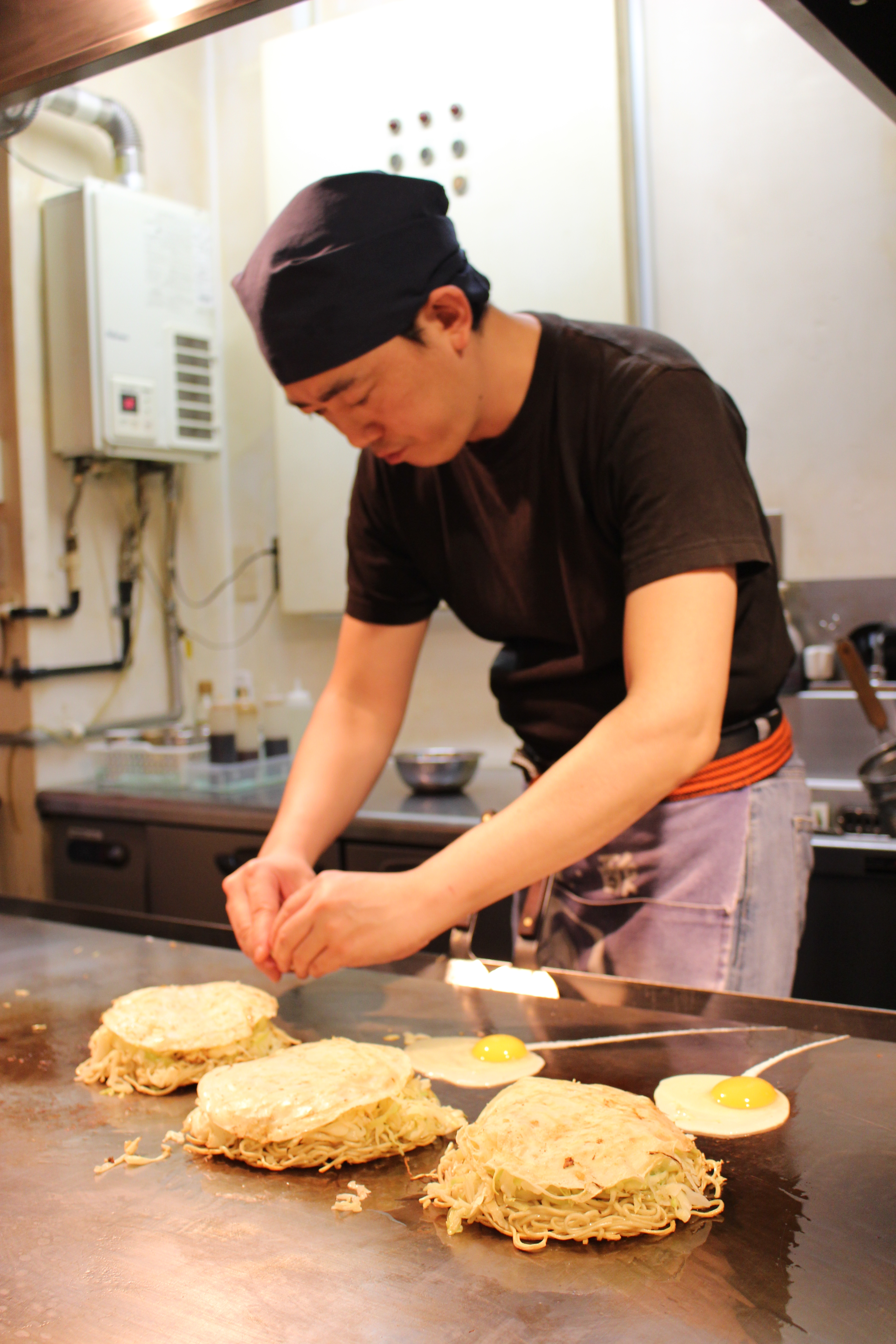
En man tillagar okonomiyaki på en restaurang i Hiroshima i Japan.

Okonomiyaki som maträtt går tillbaka till före andra världskriget. Den var tidigt en form av snabbmat tillverkad och såld på mindre serveringar. I Japan har man dock gjort olika former av grillade pannkakor sedan Edoperioden, bland annat i samband med buddhistiska ceremonier.
I Japan konsumeras okonomiyaki vanligen på restauranger som är specialiserade på maträtten (jämför Europas pizzerior).
Okonomiyaki definieras ofta utifrån de två olika grundvarianterna – den från Hiroshima och den från Kansai-regionen. Okonomiyaki anses ha sitt ursprung från Hiroshima, men det är Kansai-varianten som är den mest spridda varianten på de olika okonomiyaki-barerna runt om i Japan.
Okonomiyaki anses som en av Hiroshimas mest kända maträtter. I och omkring Hiroshima finns cirka 2 000 restauranger som är specialiserade på maträtten.

## Varianter

### Hiroshima-varianten
I Hiroshima-varianten grillas pannkakan för sig själv, utan ingredienser. Därefter toppas den med de separat tillagade (kokta) andra ingredienserna. Den serveras sedan tillsammans med (direkt på) yakisoba-nudlar.

### Kansai-varianten
I Kansai-varianten blandas de olika ingredienserna i smeten, och det hela steks sedan ihop.